# Toyota Kreditbank
Die Toyota Kreditbank GmbH (TKG) ist ein deutsches Kreditinstitut mit Sitz in Köln und wurde am 14. April 1988 gegründet. Der Hauptsitz des Unternehmens liegt zusammen mit dem deutschen Importeur Toyota Deutschland in der Toyota-Allee in Köln-Marsdorf. Das Kreditinstitut ist eine hundertprozentige Tochter der Toyota Financial Services Corporation, Nagoya und damit Teil des Toyota-Konzerns mit Hauptsitz im japanischen Toyota.

## Geschäftsfelder
Die Toyota Kreditbank ist eine deutsche Autobank, die bei Neuwagen Fahrzeuge der Marken Toyota und Lexus, bei Gebrauchtwagen im Wesentlichen Toyota- und Lexusfahrzeuge finanziert. Das Dienstleistungsangebot entspricht dem einer Spezialbank, da das Geschäftsmodell weitestgehend auf Absatz- und Händlerfinanzierungen der entsprechenden Marken ausgerichtet ist. Hierdurch ist die Geschäftsentwicklung wesentlich von der Autoabsatzentwicklung im Geschäftsgebiet abhängig. Die Absatzfinanzierungen des Toyota-Kreditbank-Konzerns stehen im Wettbewerb mit anderen Spezialbanken sowie Universalbanken und Sparkassen. Das Angebot an Finanzierungsprodukten im Inland umfasst den Darlehensvertrag, die Schlussratenfinanzierung und den Vertrieb von Leasingprodukten. Erweitert wird die Produktpalette um die Paketprodukte, die in Zusammenarbeit mit der Toyota Insurance Management SE, Köln bzw. der Aioi Nissay Dowa Life Insurance of Europe AG, Ismaning, und mit der Toyota Motor Europe SA/NV Brüssel/Belgien, angeboten werden.

## Standorte
Die TKG operiert in Europa mit Niederlassungen in Frankreich, Schweden, Spanien, Norwegen, Portugal und zwei Tochtergesellschaften in Polen und Russland. Die Zweigniederlassung in Österreich wurde 2020 gegründet. Außerdem ist die Koromo S.A., Luxemburg, Zweckgesellschaft der TKG. Anteilseigner an der Zweckgesellschaft sind drei niederländische Stiftungen. Neben der TKG operiert außerdem die Toyota Financial Services UK als Schwesterinstitut mit mehreren Geschäftsstellen in Europa.

## Vergleich mit anderen Automobilbanken
Unter den 100 größten deutschen Kreditinstituten nahm die TKG 2020 den 68. Platz ein. Unter den deutschen Autobanken war die TKG nach Volkswagen Bank, Mercedes Benz Bank und BMW Bank mit 12,6 Milliarden Euro Bilanzsumme die viertgrößte.